# Narros del Castillo
Narros del Castillo é um município da Espanha na província de Ávila, comunidade autónoma de Castela e Leão, de área 33,61 km² com população de 192 habitantes (2007) e densidade populacional de 6,36 hab/km².

## Demografia
| Variação demográfica do município entre 1991 e 2004 | Variação demográfica do município entre 1991 e 2004 | Variação demográfica do município entre 1991 e 2004 | Variação demográfica do município entre 1991 e 2004 |
| --------------------------------------------------- | --------------------------------------------------- | --------------------------------------------------- | --------------------------------------------------- |
| 1991                                                | 1996                                                | 2001                                                | 2004                                                |
| 316                                                 | 271                                                 | 238                                                 | 213                                                 |